# 陰山日出也
陰山 日出也（かげやま ひでや、1939年 - ）は、有限会社サンフォルム設計事務所代表取締役、東京都建築士事務所協会理事を勤める日本の建築家。実業家。
1962年日本大学理工学部建築学科2部卒業。1962年株式会社日亜建築設計事務所。1966年モール建築事務所共同経営。1974年一級建築士事務所造形社。1991年有限会社サンフォルム設計事務所 代表取締役。